# Райградский монастырь
Райградский монастырь или Бенедиктинский монастырь в Райграде (чеш. Benediktinský klášter v Rajhradě) — старейший католический монастырь в Моравии, основанный в 1045 году монахами Ордена св. Бенедикта и действующий до сих пор. Монастырь находится в городе Райград, округ Брно-пригород Южноморавского края (Чехия). Памятник культуры Чешской республики. Книгохранилище Райградского монастыря в 2005 году признано памятником письменности Моравии.

## История
Об основании монастыря не сохранилось упоминаний современников, однако из более поздних документов известно, что 18 октября 1045 года князь Чехии Бржетислав I пожаловал Бржевновскому монастырю обитель, заложенную около 1028 года в честь святых апостолов Петра и Павла в Райграде. Три года спустя обитель указом князя Бржетислава была преобразована в бенедиктинский монастырь, который до 1813 года оставался как в духовном, так и материальном плане полностью зависимым от Бржевновского монастыря. Считается, что передавая монахам латинского обряда славянскую обитель, которую возможно посещали в своё время славянские святые Кирилл и Мефодий, князь Бржетислав I стремился угодить папе римскому Бенедикту IX, который пытался привлечь князя к суду за разрушение святых мест в Польше.

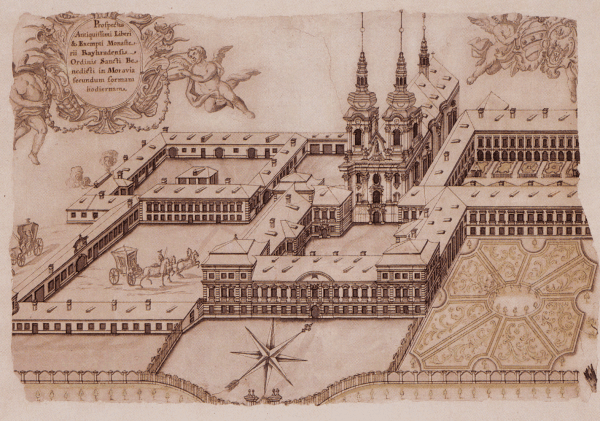
Чертёж Райградского монастыря. 70-е году XVIII века.

Первое письменное упоминание о монастыре относится к 1136 году и принадлежит хронисту, известному под именем Вышеградский каноник.
Развитию монастыря способствовали множественные привилегии, дарованные правителями в XIII—XIV веках: в 1234 году маркграф Моравии Пршемысл даровал монастырю свободы, аналогичные тем, которыми пользовался в Моравии Велеградский монастырь. Король Ян Люксембургский в 1327 году даровал монастырю право налагать наказание в виде смертной казни, а император Карл IV подтвердил все привилегии, пожалованные монастырю Бржетиславом I.
В средние века монастырь несколько раз разрушался иноземными захватчиками: в 1241 году его разорили татаро-монголы, в 1253 году — венгерско-половецкие налётчики. Монастырский костёл трижды заново освещали.
До конца XVII века внешний облик монастыря сохранял в основном романские черты. При пробсте Плациде Новотном (1690—1692) была начата реконструкция обветшавшего комплекса монастыря. Были построены две башни и планировалось снести старый костёл и возвести новый, однако смерть пробста помешала этим планам. Монастырский комплекс, сохранившийся до наших дней, был возведен в 1721—1746 годах по проекту известного архитектора Яна Блажея Сантини (его проект однако был реализован не до конца). Строительством руководил брненский мастер Франтишек Бенедикт Кличник. Интерьер нового храма и монастыря был расписан брненским же художником Иоганном Георгом Этгенсом. Восстановленный после землетрясения 1763 года пресвитерий в 1770 году был украшен фресками работы Йозефа Винтергалдера Младшего.
В 1805 году в окрестностях и непосредственно в самом монастыре располагались наполеоновские войска, пришедшие для участия в Битве под Аустерлицем. Отступившие отсюда 18—19 ноября русские войска сожгли за собой новый мост возле монастыря, после чего французы построили новый. 1 декабря 1805 года к монастырю подошёл 15-тысячный корпус маршала Даву, при этом сам маршал разместился в столовой монастыря. После битвы в костёле монастыря содержалось несколько сотен пленных русских солдат. Сам монастырь был превращён во временный госпиталь, в котором до конца февраля 1806 года под присмотром монахов-бенедиктинцев, а потом и профессиональных медработников содержалось большое количество раненых солдат армии Наполеона I.
В 1813 году Райградское пробство получило статус самостоятельного аббатства. Аббатство функционировало до 1950 года, когда монахи были насильно выселены из монастыря. Территория монастыря была передана под нужды военных.
В 1990 году обветшавший монастырь был возвращён бенедиктинцам, которые постепенно восстановили монастырский комплекс. В 1997 году небольшая бенедиктинская община возобновила служение в монастыре.

## Настоятели монастыря

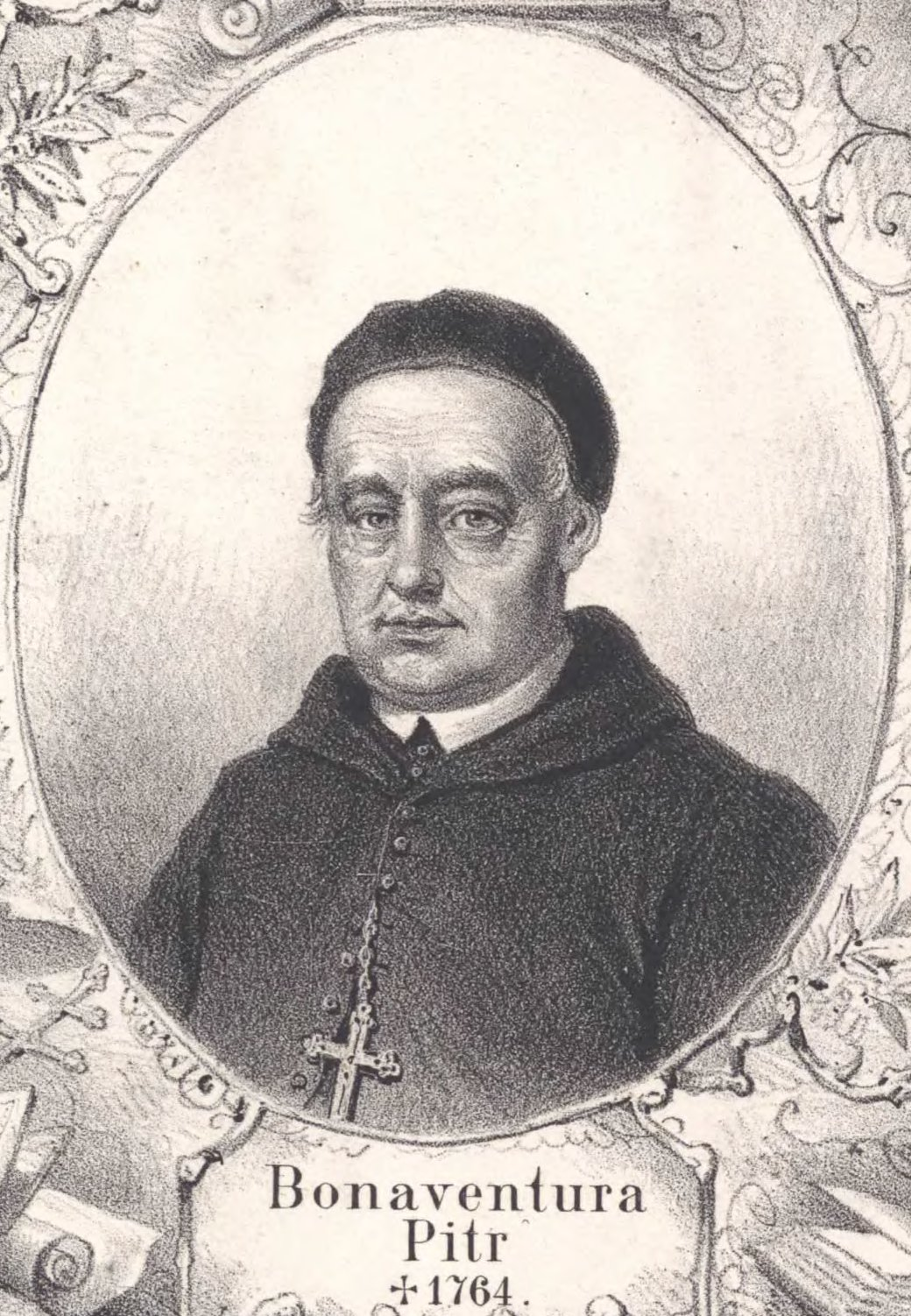
Йозеф Бонавентура Питер (1708—1764), чешский историк и просветитель, пробст монастыря в 1756—1764 годах.

Из-за недостатка письменных источников, представляется сложным точно установить количество и последовательность пробстов монастыря в начальный период его существования. Известно, что с 1540 года пробсты Райградского монастыря заседали в региональном совете Моравии.
1 октября 1687 года папа Иннокентий IX даровал райградским пробстам право носить митру, крест, кольцо и посох.

### Пробстыи администраторы
- 1651—1653 Викторин I Бадуриус
- 1653—1655 Мартин Рашка, приор-администратор
- 1655—1666 Ян V Кашпар Виер
- 1666—1683 Целестин Арлет
- 1683—1686 Вацлав Горак, администратор
- 1686—1690 Викторин II Рейнольд
- 1690—1692 Плацидус Новотни
- 1692—1709 Августин Бенно II Бранчавски
- 1709—1744 Антонин Пирмус
- 1744—1749 Матоуш Стеглик из Ченкова и Треустатта
- 1749—1756 Эмилиан Матейски
- 1756—1756 Цирил Вагнер
- 1756—1764 Йозеф Бонавентура Питер
- 1764—1812 Отмар Конрад
- 1812—1813 Ржегорж Сазавский, приор

### Аббатыи администраторы
- 1813—1831 Августин Кох
- 1832—1854 Виктор Шлоссар
- 1854—1883 Гюнтер Ян Каливода
- 1883—1912 Бенедикт Ян Карел Корчиан
- 1912—1921 Прокоп Бартоломей Шуп
- 1922—1936 Петр Глобил
- 1937—1947 Алоис Корита
- 1947—1979 Вацлав Ян Покорни
- 1979—1990 вакантно
- 1990—1997 Радим Валик, администратор
- 1997—2019 Августин Газда, приор-администратор
- 2019—2021 Эдмунд Рудольф Вагенхофер, приор-администратор
- c 2021 Максимилиан Пётр Кренн